# 11241 Eckhout
11241 Eckhout è un asteroide della fascia principale. Scoperto nel 1960, presenta un'orbita caratterizzata da un semiasse maggiore pari a 2,9189659 UA e da un'eccentricità di 0,0558644, inclinata di 3,31206° rispetto all'eclittica.